# Lomaria dura
Lomaria dura là một loài dương xỉ trong họ Blechnaceae. Loài này được T.Moore mô tả khoa học đầu tiên năm 1866.
Danh pháp khoa học của loài này chưa được làm sáng tỏ. 